# 甘丹·梅亚苏
甘丹·梅亚苏（法語：Quentin Meillassoux，1967年10月26日—）是法国著名哲学家，毕业于巴黎高等師範學院，是人类学家克劳德·梅亚苏的儿子，也是法国著名哲学家阿兰·巴迪欧的学生，现在巴黎第一大學担任哲学教职。

## 生平
1988年，他考上了巴黎高等師範學院，并于1991年在贝尔纳·布尔热瓦（Bernard Bourgeois）获得了博士学位，他的博士论文标题为《神之非在：论潜在的神》（L’Inexistence divine. Essai sur le dieu virtuel），这篇被广为称赞的论文至今尚未公开出版。在巴黎高等师范大学期间，他参加了阿兰·巴迪欧和伊芙·杜鲁（Yves Duroux）在当代法国哲学国际研究中心的开设的课程。

## 影响
在他的第一本法文著作《有限之后》（Après la finitude，2006）的序言中，巴迪欧指出，梅亚苏的哲学为当代思想引入了一个全新的路径，并超越了康德主义在怀疑论和教条主义之间的二律背反。《有限之后》被雷·布拉西耶翻译为英文，而格拉厄姆·哈曼和伊恩·汉密尔顿·格兰特、布拉西耶以及梅亚苏本人组成了一个讨论思辨实在论的哲学新潮流，对于梅亚苏来说，思辨实在论的意思是，哲学不是思考是什么，什么存在的学问，而是思考什么会成为可能，什么可能存在的学问。即彼得·霍尔沃德所总结的“实在并不仅仅只意味着如其所是的事物，而且也意味着它们存在着成为另一种样子的可能性”，这就是需要通过“思辨”所触及的可能性。
在《有限之后》中，梅亚苏提出康德之后的哲学都是由他所谓的相关论（corrélationisme）所支配的哲学，也就是说，即认为我们不能绝对地去思考事物本身（le chose en soi）， 而只能在现有的意识所能思考的对象的前提下来思考所有事物。

## 主要著作
1. 《有限之后：论偶然的必然性》（Après la finitude. Essai sur la nécessité de la contingence）2006年Seuil版
2. 《数与塞壬》（Le Nombre et la sirène）2011年Fayard版
3. 《形而上学与超科学世界小说》（Métaphysique et fiction des mondes hors-science）2013年Vulcain版
4. 《没有生成的时间》（Time Without Becoming）2015年Mimesis版